# 중앙첨단소재
중앙첨단소재(中央尖端素材)는 대한민국의 종합소재 기업이다.

## 역사
2023년 사명을 중앙디앤엠에서 현재의 것으로 변경하였다

## 사업
전해액 제조사 엔켐과 함께 리튬염 생산업체 이디엘(EDL)을 공동 설립하고 2차전지 소재 유통사업에 진출하였다.
2025년 대전2호선 수소트램 34편성에 대한 통합방송시스템 제작 및 납품 계약 체결하였다.

## 참고문헌
1. ↑  “'중앙첨단소재' 52주 신고가 경신, 전일 외국인 대량 순매수”. 《한국경제》. 2024년 3월 25일. 2025년 5월 5일에 확인함.
2. ↑  “배요한, 중앙디앤엠, '중앙첨단소재'로 사명 변경 "2차전지 소재 신사업, 엔켐과 시너지"”. 《뉴스핌》. 2023년 8월 31일. 2025년 5월 5일에 확인함.
3. ↑  “박시은, 리튬 가격 상승에…중앙첨단소재 순매수 1위”. 《서울경제》. 2024년 5월 22일. 2025년 5월 5일에 확인함.
4. ↑  중앙첨단소재, 수소 트램 수주…2거래일 연속 '강세' 녹색경제신문 2025-07-21